# Curt Karlberg
Kurt (Curt) Lennart Karlberg, ursprungligen Nilsson, född den 27 mars 1917 i Karlskrona stadsförsamling i Blekinge län, död den 9 mars 2010 i Täby församling i Stockholms län, var en svensk militär.

## Biografi
Efter studentexamen i Karlskrona 1935 avlade Karlberg marinofficersexamen vid Kungliga Sjökrigsskolan 1938 och utnämndes samma år till fänrik i kustartilleriet, varefter han befordrades till löjtnant 1940. Han studerade vid Kungliga Sjökrigshögskolan 1944–1947 och befordrades till kapten 1946. Åren 1951–1954 var han lärare vid Kungliga Sjökrigshögskolan, 1953 befordrad till major, och tjänstgjorde 1954–1957 vid Försvarsstaben. Han befordrades 1957 till överstelöjtnant och var chef för Vapenplaneringen i Marinförvaltningen 1958–1961 samt studerade under 1961 vid Försvarshögskolan. År 1962 befordrades han till överste och var chef för Vaxholms kustartilleriregemente 1962–1967. Han befordrades 1967 till överste av första graden och var 1967–1977 befälhavare för Vaxholms försvarsområde och chef för Stockholms kustartilleriförsvar.
Karlberg invaldes 1961 som ledamot av Kungliga Örlogsmannasällskapet. Han utträdde ur sällskapet år 2005.
Curt Karlberg var son till vice brandchefen Adolf Nilsson och Selma Karlberg. Han gifte sig 1941 med Edel von Bergen (1917–1998). Även hans bror Olof Karlberg var kustartilleriofficer. Makarna Karlberg är begravda på Ingarö kyrkogård.

## Utmärkelser
- Kommendör av första klass av Svärdsorden, 6 juni 1969.[6]